# Polyphylla persica
Polyphylla persica är en skalbaggsart som beskrevs av Brenske 1902. Polyphylla persica ingår i släktet Polyphylla och familjen Melolonthidae. Inga underarter finns listade i Catalogue of Life.